# 伦巴旺人
伦巴旺人是砂拉越的26種少數民族之一，人口才三萬多人，但他們宣稱本身都是基督徒。伦巴旺人相信祖乡来自北砂与印尼边界，在印尼称为伦达耶人，原居在加里曼丹的加拉央一带，以后分散到砂拉越北部、文莱淡布隆县及沙巴南部的地区。